# 邁克·伯克薩爾
邁克·伯克薩爾（英語：Michael Boxall；1988年8月18日—）是新西蘭的一位職業足球運動員，在場上的位置是後衛。他現在效力於美國職業足球大聯盟球隊明尼蘇達聯足球會，此外他也代表新西蘭國家足球隊參賽。